# Giove in Argo
Giove in Argo (título original en italiano; en español, Júpiter en Argos, HWV A14) es una ópera en tres actos con música de Georg Friedrich Händel y libreto en italiano de Antonio Maria Lucchini. Se estrenó en el King's Theatre, Haymarket, Londres el 1 de mayo de 1739.

## Historia
El libreto del poeta veneciano Lucchini había sido escrito para música de Antonio Lotti en Dresde en 1717. Händel pudo haber oído la ópera de Lotti en su visita a Dresde en 1719, donde el famoso Senesino cantaba el papel de Júpiter. Probablemente Händel llevó una copia del texto a Inglaterra y lo recordó en 1739 cuando buscaba un libreto para una breve ópera pasticcio con tres personajes femeninos en ella.
Händel llevó varios pasticci a la escena londinense. En la mayor parte de los casos adaptó exitosas obras de compositores italianos para Londres, pero escribió tres pasticci en los que reutilizo música de sus propias obras tempranas. Son el bien conocido Oreste, el poco conocido Alessandro Severo y el completamente desconocido Giove in Argo. En esta última ópera usó, aparte de m´úsica de sus primeras obras, algunas composiciones originales así como dos arias, cantadas por Iside, escritas por el compositor italiano Francesco Araja.
La ópera fracasó en Londres y fue abandonada después de solo dos representaciones.
Durante muchos años se creyó perdida la mayor parte de Giove in Argo hasta que se descubrieron algunos viejos manuscritos que contenían considerable número de las arias que faltaban; la mayor parte de los recitativos siguen perdidos. El musicólogo y compositor John H. Roberts consiguió reunir los fragmentos en una ópera que se pudo representar, y añadió solo en parte su propia música compuesta al estilo de Händel. La primera representación moderna de Giove in Argo fue el 15 de septiembre de 2006 en Bayreuth. En las estadísticas de Operabase aparece con 5 representaciones en el período 2005-2010.
En el 2013, el sello Virgin Classics publicó Giove in Argo, con el especialista en Händel Alan Curtis dirigiendo a su conjunto habitual, Il Complesso Barocco, y un elenco de cantantes de primer nivel entre los que destaca la participación de la mezzo Ann Hallenberg.